# VTB United League PromoCup 2008
Der VTB United League Promo-Cup 2008 war ein Probe-Wettbewerb vor der Einführung der VTB United League. Am Promo-Cup 2008 nahmen 8 Mannschaften aus 5 Ländern teil. Das Turnier fand im Dezember 2008 in der ZSKA-Universal-Sporthalle statt.
Sieger wurde die Mannschaft von ZSKA Moskau, die sich im Finale gegen BK Chimki durchsetzte.

## Teilnehmer
- ASK Riga
- Žalgiris Kaunas
- Prokom Sopot
- Dynamo Moskau
- ZSKA Moskau
- BK Chimki
- Asowmasch Mariupol
- BK Kiew

## Das Turnier
Das Turnier wurde im reinen KO-Modus für acht Mannschaften gespielt – wobei die Verlierer der jeweiligen Runde die Platzierungen untereinander ausgespielt haben.

### Die Spiele
| Runde             | Datum      | Ort    | Sieger             | Gegner             | Ergebnis |
| ----------------- | ---------- | ------ | ------------------ | ------------------ | -------- |
| Viertelfinale     | 20.12.2008 | Moskau | Dynamo Moskau      | Prokom Sopot       | 75:54    |
| Viertelfinale     | 20.12.2008 | Moskau | BK Chimki          | Asowmasch Mariupol | 74:54    |
| Viertelfinale     | 20.12.2008 | Moskau | ZSKA Moskau        | ASK Riga           | 80:67    |
| Viertelfinale     | 20.12.2008 | Moskau | BK Kiew            | Žalgiris Kaunas    | 74:67    |
| Halbfinale        | 21.12.2008 | Moskau | BK Chimki          | Dynamo Moskau      | 67:61    |
| Halbfinale        | 21.12.2008 | Moskau | ZSKA Moskau        | BK Kiew            | 88:58    |
| Um die Plätze 5–8 | 21.12.2008 | Moskau | Žalgiris Kaunas    | ASK Riga           | 95:67    |
| Um die Plätze 5–8 | 21.12.2008 | Moskau | Asowmasch Mariupol | Prokom Sopot       | 88:57    |
| Um Platz 7        | 22.12.2008 | Moskau | ASK Riga           | Prokom Sopot       | 76:56    |
| Um Platz 5        | 22.12.2008 | Moskau | Žalgiris Kaunas    | Asowmasch Mariupol | 82:78    |
| Um Platz 3        | 22.12.2008 | Moskau | BK Kiew            | Dynamo Moskau      | 82:78    |
| Finale            | 22.12.2008 | Moskau | ZSKA Moskau        | BK Chimki          | 70:66    |

## Auszeichnungen

### MVP
- Ramūnas Šiškauskas (ZSKA)

### All Tournament Team
- John-Robert Holden (ZSKA)
- Anton Ponkraschow (Chimki)
- Manutschar Markoischwili (Kiew)
- Kenan Bajramović (Kiew)
- Mike Wilkinson (Chimki)